# Věra Pospíšilová-Cechlová
Věra Pospíšilová-Cechlová (República Checa, 19 de noviembre de 1978) es una atleta checa, especialista en la prueba de lanzamiento de disco, en la que ha logrado ser medallista de bronce mundial en 2005.

## Carrera deportiva
En los JJ. OO. de Atenas 2004 ganó la medalla de bronce en lanzamiento de disco, tras la rusa Natalya Sadova y la griega Anastasia Kelesidou.
Al año siguiente, en el Mundial de Helsinki 2005 ganó la medalla de bronce en la misma prueba, con un lanzamiento de 63.19 metros, tras la alemana Franka Dietzsch (oro con 66.56 m) y la rusa Natalya Sadova (plata con 64.33 m).